# 아야진초등학교
아야진초등학교(我也津初等學校)는 대한민국 강원특별자치도 고성군에 있는 공립 초등학교이다.

## 학교 연혁
- 1960년 11월 25일 : 천진초등학교 아야진분교장 인가
- 1961년 4월 6일 : 아야진분교장 개교
- 1963년 11월 20일 : 아야진초등학교로 승격
- 1996년 3월 1일 : 아야진 초등학교로 교명 개칭
- 2012년 3월 1일 : 제16대 김춘만 교장 부임
- 2014년 2월 14일 : 제48회 졸업(총 3,092명)
- 2015년 2월 13일 : 제49회 졸업식 거행(8명 졸업 / 졸업생 총 3,100명)

## 참고 자료
- 아야진초등학교 - 한국교육학술정보원 학교알리미